# Resilienztest
Der Resilienztest nach Gerber ist ein Untersuchungsverfahren in der Zahnmedizin und Kieferorthopädie, mit dem angeblich Funktionsstörungen der Kiefergelenke (kraniomandibuläre Dysfunktionen) erfasst werden sollen. Nach Ansicht des Schweizer Zahnmediziners Albert Gerber können Schmerzen und Gelenkschäden durch einen asymmetrischen Zahnschluss hervorgerufen werden, der bewirkt, dass eines der Gelenke bei geschlossenem Mund entweder komprimiert oder distrahiert wird.
Auf der Gegenseite des zu untersuchenden Kiefergelenks wird im Bereich der Prämolaren ein 0,3 mm dicker Zinnfolienstreifen eingelegt, auf der zu untersuchenden Seite zwischen die distalsten Molaren eine Shimstockfolie. Kann der Patient die Shimstockfolie (flexible Abstandsfolie aus Kunststoff) zwischen den Zähnen nicht mehr festklemmen, weist das Gelenk eine zu geringe Resilienz auf und es besteht der Verdacht auf eine Gelenkkompression.
Kann der Patient hingegen bei einem auf der Gegenseite eingelegten drei- oder mehrfach übereinandergelegten (bis 1,5 mm dicken) Zinnfolienstreifen die Shimstock-Folie zwischen den Zähnen festklemmen, weist das Gelenk eine zu hohe Resilienz auf und es besteht der Verdacht auf eine Gelenkdistraktion.
Der Test ist einfach und schon lange gebräuchlich, jedoch sehr umstritten. Während einige Autoren ihn als Standardverfahren ansehen, messen andere Übersichtsarbeiten ihm wenig Nutzen zu. Konkurrierende Systeme verwenden elektrische oder fotografische Aufzeichnung der Mandibularbewegung.